# Iris Peynado
Iris Peynado, all'anagrafe Iris Margarita Peynado Luperón (Santo Domingo, 10 giugno 1958), è un'attrice dominicana naturalizzata italiana.

## Biografia
Figlia di un avvocato, ha frequentato il Colegio Santa Teresita a Santo Domingo, avendo studiato teatro e recitazione con Rómulo Rivas al Teatro Estudiantil, e danza presso Clara Elena Ramírez. A 18 anni la Peynado si trasferisce in Inghilterra per studiare inglese e teatro. Durante il suo periodo a Londra, incontra il giovane italiano Salvatore Petrone che poi sposerà. La coppia ha una bambina di nome Laila e si trasferisce in Italia, ma poco dopo divorzia. In seguito si risposerà con Primo Mariotti con il quale avrà la sua seconda figlia, Minerva. La Peynado viene poi scoperta da Federico Fazzuoli: da allora ha recitato in molti film, programmi televisivi e produzioni teatrali.
Tra i suoi film più conosciuti Attila flagello di Dio (1982), in cui interpreta la Maga Columbia; State buoni se potete di Luigi Magni (1983), nel quale interpreta il Diavolo sotto forma della bella mora Cadigia e per la cui colonna sonora, composta da Angelo Branduardi, canta il brano Canzone di Cadigia; Non ci resta che piangere (1984), dove interpreta il personaggio di Astriaha. Presenta come valletta il Festival di Sanremo 1984, a fianco di Pippo Baudo. Recita poi in Baciami strega come protagonista nella miniserie TV diretta da Duccio Tessari; Cinema che follia, varietà di Antonello Falqui; La collina del diavolo (1988) di Vittorio Sindoni con Tony Musante.

## Filmografia parziale

### Cinema
- Attila flagello di Dio, regia di Castellano e Pipolo (1982)
- State buoni se potete, regia di Luigi Magni (1983)
- I nuovi barbari, regia di Enzo G. Castellari (1983)
- Il momento dell'avventura, regia di Faliero Rosati (1983)
- Shark - Rosso nell'oceano, regia di Lamberto Bava (1984)
- Non ci resta che piangere, regia di Massimo Troisi e Roberto Benigni (1984)
- Moviestar, regia di Markus Imboden (1986)
- Iron Warrior, regia di Alfonso Brescia (1987)
- Grandi cacciatori, regia di Augusto Caminito (1988)
- La collina del diavolo, regia di Vittorio Sindoni (1988)
- Hornsby e Rodriguez - Sfida criminale, regia di Umberto Lenzi (1992)
- Ancient Warriors, regia di Walter von Huene (2003)
- Senza nessuna pietà, regia di Michele Alhaique (2014)
- Todas las mujeres son iguales, regia di David Maler (2017)
- Lontano lontano, regia di Gianni Di Gregorio (2019)

### Televisione
- La camera delle signore, regia di Yannick Andréi (1983)
- Festival di Sanremo  (1984)
- Cristoforo Colombo, regia di Alberto Lattuada (1985)
- Baciami strega (film TV) regia di Duccio Tessari (1985)
- Cinema che follia! (programma TV) regia di Antonello Falqui (1988)
- Bugie allo specchio (film TV) regia di Tim Hunter (1991)
- Florida Keys - Terra di fuoco (film TV) regia di Richard Compton (1992)
- Max e il guerriero d'oro (film TV) regia di Mark Griffiths (1995)
- Cronaca nera (miniserie TV, alcuni episodi) regia di Gianluigi Calderone e Ugo Fabrizio Giordani (1998)
- Elisa di Rivombrosa (serie TV, episodi 1-4) regia di Cinzia TH Torrini (2003)
- Un posto al sole (serie TV, episodio 1996) regia di Stefano Amatucci (2005)
- Don Matteo (serie TV, episodio Il ballo delle debuttanti) regia di Elisabetta Marchetti (2006) (con il nome Iris Margarita Peynado)
- Fashion Avenue with Jodie Kidd (serie TV, episodio Rome) (2006)
- Il capitano (serie TV, 2 episodi) regia di Vittorio Sindoni (2007)

## Discografia

### Collaborazioni
- 1983 – Angelo Branduardi State buoni se potete, canta nel brano Canzone di Cadigia